# Ogrody (Święciechowa)

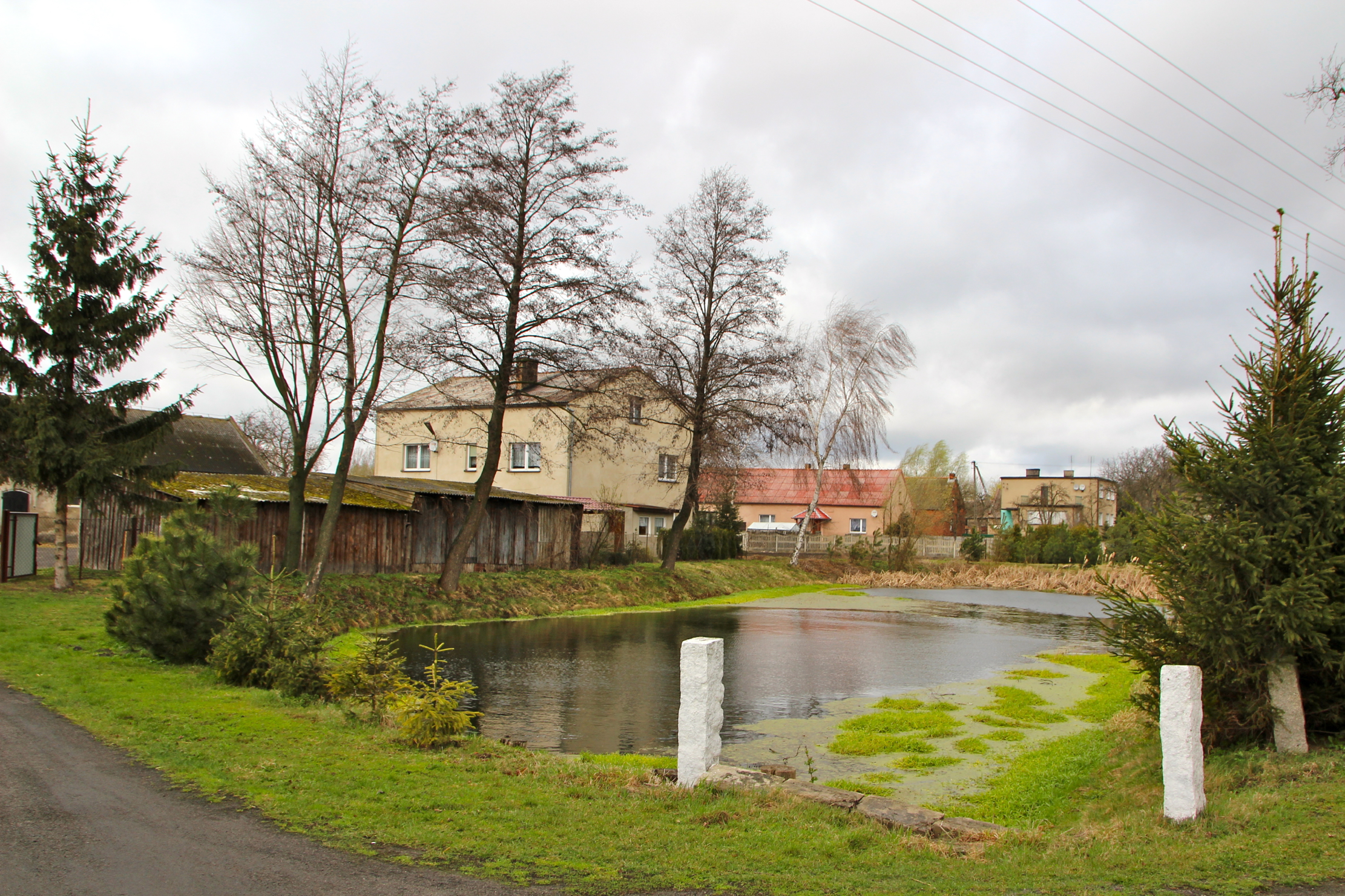
Dorfteich in Ogrody

Ogrody (deutsch Neu Garte oder Garthe, polnisch früher Nowe Ogrody) ist Dorf in Polen in der Wojewodschaft Großpolen. Der Ort gehört zur Gemeinde Święciechowa im Powiat Leszczyński und ist Teil des Schulzenamtes Lasocice.

## Geschichte
Die erste urkundliche Erwähnung des heutigen Ogrody stammt aus dem Jahr 1421. In dem Jahr war der Ort Sitz einer Pfarrei zu welcher Lasocice, Strzyżewice, Przybyszewo und Trzebiny gehörten. Die Pfarrei wurde im 16. Jahrhundert aufgelöst und am 15. Mai 1675 fiel das Gebiet an Schwetzkau (Święciechowa). Zwischen 1926 und 1944 war der Ort zum Gut in Przybyszewo, heute (2011) gehören die landwirtschaftlich Flächen zu einem Landwirtschaftsbetrieb aus Przybyszewo.

## Wirtschaft und Infrastruktur
Das Dorf liegt an einer Nebenstraße zwischen Święciechowa und Lasocice. Ein Bahnanschluss besteht nicht. 